# Ammannia quadriciliata
Ammannia quadriciliata là một loài thực vật có hoa trong họ Lythraceae. Loài này được H.Perrier mô tả khoa học đầu tiên năm 1953.